# Lin Huiyin
Lin Huiyin (Hangzhou, província de Zhejiang,  10 de junho de 1904 - Pequim 1 de abril de 1955)  foi uma arquitecta e escritora chinesa, especializada na restauração de monumentos antigos. Sua popularidade inspirou uma série documentaria onde se analisa sua obra e várias homenagens.